# Bergsee (Bad Säckingen)
Der Bergsee ist ein kleiner See auf 382 m. ü. M. innerhalb der Stadt Bad Säckingen im deutschen Bundesland Baden-Württemberg. Er ist ein bis zu 13 m tiefer Natursee, der in den Jahren 1802 und 1803 von Menschenhand verändert wurde. Der Schwarze See, wie er damals genannt wurde, erhielt vom Schöpfebach durch einen unterirdischen Kanal Wasser zugeleitet. Am östlichen Ufer entstand ein künstlicher Abfluss, der einer Gewerbezone diente, die heute nicht mehr existiert. Viel Abwasser gelangte in den See, bis in den 1980er Jahren die Kläranlagen ausgebaut wurden.
Um ein Umkippen des Sees zu verhindern ist seit 1985 eine künstliche Belüftungsanlage installiert.
Joseph Viktor von Scheffel erlebte das Gewässer um das Jahr 1850 als Naturidylle und so entstand sein Werk Der Trompeter von Säckingen. Ab 1873 entwickelte sich der Bergsee zu einem beliebten Ausflugsziel, umgeben von bewaldetem Gebiet. Der Uhrmacher Constantin Maier eröffnete in diesem Jahr eine Gaststätte, welche nur eine bescheidene Blockhütte war, damals als Schankwirtschaft bezeichnet. 1905 verkaufte Maier seine Wirtschaft an die Stadt. Bereits 1906 entstand ein neues Ausflugslokal am See, erbaut von der Bergseegesellschaft. Ihre Begründer, insgesamt 18, waren Säckinger Unternehmer, Handwerker und die Stadtverwaltung.
Am südlichen Ufer befindet sich heute ein Restaurant mit Tretbootverleih. Bei einer Runde um den See entdeckt man den Kletterwald Hochempor. In der Nähe befindet sich ein großzügiges Wildgehege in dem Tierfreunde Wildschweine und Rot-, Sika- und Damwild beobachten und füttern können.